# Micropathus kiernani
Micropathus kiernani är en insektsart som beskrevs av Richards, A.M. 1974. Micropathus kiernani ingår i släktet Micropathus och familjen grottvårtbitare. Inga underarter finns listade i Catalogue of Life.